# Starlight (sonda interestelar)
El Proyecto Starlight es un proyecto de investigación de la Universidad de California en Santa Bárbara para desarrollar una flota de sondas interestelares propulsadas por rayos láser y enviarlas a una estrella vecina del Sistema Solar, potencialmente Alfa Centauri. El proyecto pretende enviar organismos a bordo de la sonda.

## Visión general
Starlight pretende acelerar las naves con potentes láseres, un método que el proyecto denomina DEEP-IN (Directed Energy Propulsion for Interstellar Exploration), lo que les permitirá llegar a las estrellas cercanas al Sistema Solar en cuestión de años, a diferencia de los métodos de propulsión tradicionales, que requieren miles de años. Cada nave espacial tendrá el tamaño de un disco DVD y se alimentará de plutonio. Volarán a una quinta parte de la velocidad de la luz y, en el caso de Alfa Centauri, llegará tras viajar más de veinte años desde la Tierra.

## Historia
Starlight es un programa del Grupo de Cosmología Experimental de la Universidad de California, Santa Bárbara (UCSB), y ha recibido financiación de la NASA. En 2015, la NASA Innovative Advanced Concepts (NIAC) seleccionó a DEEP-IN como proyecto de fase 1.

## Biomas terrestres en el espacio

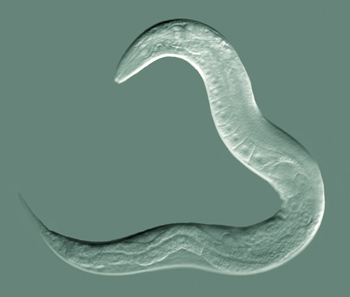
Enviado a bordo de Starlight, C. elegans podría convertirse en el primer microbio terrestre en llegar a Alfa Centauri

Uno de los objetivos de Starlight es enviar organismos terrestres con la nave espacial y observar cómo les afecta el entorno interestelar y la aceleración extrema. Este esfuerzo se conoce como Biomas Terrestres en el Espacio, y el candidato principal es Caenorhabditis elegans, un minúsculo nematodo. Los organismos pasarán la mayor parte del viaje congelados y, una vez que la nave se acerque a su objetivo, se descongelarán gracias al calor del plutonio de a bordo. Tras su reanimación, los organismos serán monitorizados por varios sensores, y los datos que produzcan se enviarán a la Tierra. Los C. elegans se han utilizado ampliamente en la investigación biológica como organismo modelo, debido a que el gusano es uno de los que tienen menos células para un animal que posee un sistema nervioso. Una opción de reserva para los C. elegans son los tardígrados, microanimales conocidos por su resistencia a diversas condiciones letales para otros animales, como el entorno de vacío del espacio y fuertes dosis de radiación ionizante.

### Protección planetaria
La financiación de la NASA no cubre la parte del Bioma Terrestre en el Espacio de Starlight, ya que el experimento podría contaminar los exoplanetas.